# 작 로베르토
작 로베르토(Jak Roberto, 1993년 12월 2일~)는 필리핀의 배우이다.